# Elachista obscurella
Elachista obscurella är en fjärilsart som beskrevs av Emilio Blanchard, 1852. Elachista obscurella ingår i släktet Elachista och familjen gräsmalar. Inga underarter finns listade i Catalogue of Life.

## Homonym
Elachista obscurella används för följande  homonym.
- Elachista obscurella Stainton, 1849 synonym till Elachista canapennella (Hübner, 1813)